# Dadullah Akhund
Dadullah Akhund (Oruzgan, 1966 – Helmand, 12 maggio 2007) è stato un militare e politico afghano.
Durante l'invasione sovietica fu un importante comandante militare, ed in seguito fu personaggio di spicco del regime talebano in Afghanistan.
Morì partecipando ad uno scontro a fuoco in una località nella regione di Kandahar.
Apparteneva alla etnia Pashtun ed era originario della provincia di Uruzgan, nell'Afghanistan.
Dadullah aveva combattuto, come Mujahid contro l'occupazione sovietica negli anni ottanta. Durante questa guerra aveva perso una gamba.
Era stato un membro del consiglio di direzione talebano nelle province di Kandahar, Uruzgan, Helmand prima dell'invasione condotta dagli Stati Uniti nel 2001. Secondo fonti non solo americane era un luogotenente del Mullah Omar, secondo soltanto a lui come autorità.
In queste vesti, nel 1999-2000, ha condotto la brutale soppressione di una sommossa guidata dagli Hazara afgani nella provincia di Bamiyan.
Alla caduta del regime dei Talebani, nel dicembre 2001, Dadullah era riuscito a sfuggire alla cattura da parte delle forze dell'Alleanza del Nord nella provincia di Kunduz.
Era noto in Italia per essere stato la mente del sequestro del giornalista Daniele Mastrogiacomo. Il governo italiano, per permettere la sua liberazione, si accordò con il governo afghano sul rilascio di 5 Talebani incarcerati, tra di loro vi era anche Mansour Dadullah, fratello minore di Dadullah, che prenderà il suo posto alla sua morte. Esperto di propaganda, concedeva varie interviste alle reti satellitari, in particolare ad Al Jazeera. Aveva perso una gamba su una mina quando era un semplice combattente islamico. In passato per ben altre tre occasioni ne era stata annunciata la morte. Durante l'offensiva del gennaio 2001 contro gli sciiti di etnia Hazara nella provincia di Bamiyan si distinse per la violenza e perfino la stessa guida suprema dei talebani, il mullā Omar, fu da lui messo in ombra.